# 徐引篪
徐引篪，女，中国图书馆学家，曾任中国科学院文献情报中心主任、研究馆员，国务院学位委员会学科评议组成员，中国图书馆学会副理事长、名誉理事。